# Anuše Mittenhubrová
Anuše Mittenhubrová, v matrice Anna Josefa, pseudonym Jarmila Bělská, (2. března 1875 Bělá pod Bezdězem – 4. srpna 1953 Kroměříž) byla česká spisovatelka, překladatelka a redaktorka.

## Životopis
Jejím otcem byl kupec Josef Mittenhuber (6. srpna 1843) a matkou Anna Mittenhubrová-Treybalová (8. března 1847), svatbu měli 21. 11. 1870. Jejími sourozenci byli František Mittenhuber (10. ledna 1872), Marie Antonie Mittenhubrová (9. června 1873), Růžena Veronika Mittenhubrová (27. září 1876), Maxmilian Josef Rudolf Mittenhuber (1880–1920) emigroval r. 1920 do USA a Jindřich Mittenhuber (1885–1949).
Anuše měla vadu řeči, která ji provázela celý život. Kvůli onemocnění nedokončila školní docházku. Aby dosáhla alespoň nějakého vzdělání, poslali ji rodiče do Prahy, kde bydlela u spisovatelky Ludmily Grossmanové-Brodské. Tam se setkala s Josefem Ladislavem Turnovským, který uveřejnil její povídku „Facír“ v Pražském kalendáři a dalšímu setkání došlo v roce 1899 s Eliškou Krásnohorskou, která ji pobízela k psaní. V Praze navštěvovala Ženský výrobní spolek jako mimořádná žákyně. Ke studiu se přihlásila kvůli své vadě jen do čtyř předmětů: vychovatelství, francouzština, ruština a ruční práce. Dokončila pouze ruční práce. Chtěla se stát odbornou učitelkou ručních prací, ale nedostala povolení.
Od roku 1902 trvale žila u své provdané sestry Růženy v Kroměříži. Roku 1911 přijala nabídku Karla Vačlena v Mladé Boleslavi k řízení časopisu „Módní svět“, jenž vycházel jako příloha Lady. Zde také pracovala na překladech románů spisovatelky Nataly von Eschstruth. To jí zabralo hodně času, takže se téměř nevěnovala vlastnímu psaní. Její první román „Domov“ přijala redaktorka Pavla Maternová (nakladatelství Josef R. Vilímek), spoluzakladatelka dívčího gymnázia Minerva.
Po první světové válce přispívala do nově vzniklých ženských časopisů: List paní a dívek a Hvězda. Roku 1920 se stala členkou Syndikátu českých spisovatelů. Ve stejném roce získala druhou cenu v soutěži Zemské komise pro ochranu mládeže za svůj chlapecký román Výš a výš.
Za druhé světové války pobývala střídavě v Kroměříži, v Praze a v Bělé pod Bezdězem. Její příspěvky se objevovaly v Lidových novinách, Národních listech a Národní politice. Za války se stala členkou Moravského kola spisovatelů. Po roce 1948 byl rozpuštěn Syndikát českých spisovatelů i Moravské kolo spisovatelů a Anuši nebylo uděleno členství ve vzniklém Svazu českých spisovatelů.

## Dílo

### Próza
- „Na Sanici“ – Lada 1898
- Facír – Pražský kalendář 1899
- Moravská žena dělnice – Česká žena 1902
- Naší mládeži: povídky pro mládež – Brno: Benediktinská tiskárna, 1905
- Ozvěna minulosti – Obzor 1909
- Drobné kvítí: pohádky ze života květin, ptactva a jiných zvířat – Praha: Mamert Knapp, 1909
- Domov: dívčí románek – ilustroval Věnceslav Černý. Praha: Josef Richard Vilímek, 1916
- Písní k srdci – 1917
- Planá růže: dívčí román – s ilustracemi Věnceslava Černého. Praha: J. R. Vilímek, 1919
- Macecha – Praha: Cyrillo-Methodějská knihtiskárna a nakladatelství Václav Kotrba, 1920
- Výš a výše: povídka z druhé polovice minulého století – Praha: Šolc a Šimáček, 1920
- Cesta k srdci: dívčí román – Praha: J. R. Vilímek, 1921
- Tři sestry: dívčí román – ilustroval František Smatek. Praha: J. R. Vilímek, 1923
- Její tajemství: dívčí román – s ilustracemi Františka Horníka. Praha: J. R. Vilímek, 1925
- Za hlasem srdce – 1925
- Síla lásky: dívčí román – Praha: J. R. Vilímek, 1926
- Štěstí vstříc: román – Praha: Rodina, 1926
- Srdce v bouři: román – Praha: Rodina, 1928
- Hra osudu – České Budějovice, 1928
- Pod jižním nebem: román – 1928
- Za hlasem srdce – Praha: Rodina, 1928
- Z lásky: román – Marie Kyzlinková + Odhalený klam – Anuše Mittenhubrová. Praha: Rodina, 1928
- V rozpuku mládí: románek – Praha: J. R. Vilímek, 1929
- V úskalí života – Praha: V. Kotrba, 1929
- Pokyn nebes: román – Praha: V. Kotrba, 1930
- Zlato v ohni: román – Praha: Rodina, 1930
- Rozum a srdce: román – Brno: [Ruch], 1930
- Hrdina Montmartru: román – Pavel Hilsö; z dánštiny Milada Lesná-Krausová + Seznámení inserátem – Anuše Mittenhuberová. Praha: Rodina 1930
- Vyjasnilo se: román ze starších časů – Praha: V. Kotrba, 1932
- „Má jest pomsta–“: román z venkovského života – Praha: V. Kotrba, 1932
- Děvče bez srdce – 1932
- Vyjasnilo se – 1932
- Když květy povadly: román – Marie Tippmannová + Na kluzišti: povídka – Anuše Mittenhubrová. Praha: Rodina, 1933
- Hrdá srdce: povídka ze skutečného života – Praha: V. Kotrba, 1934
- Jenom komediant: román – Praha: Rodina, 1934
- Mstitel: román – Hradec Králové: František Šupka, 1937
- Otcovský dům: román – Praha: V. Kotrba, 1935
- Štěstí se přihlásilo … [A přece přišlo štěstí]: venkovský obrázek – Praha: V. Kotrba, 1936
- Rosin manžel – 1936
- Mateřská srdce: společenský román – Praha: V. Kotrba, 1937
- Přátelé: román z důstojnických kruhů – V. Kotrba, 1937
- Zlatovlasý sen: román – Věra Němotová + Ta pravá – Odkaz – Anuše Mittenhubrová. Praha: Rodina, 1937
- Na šikmé ploše – 1939
- Na křižovatkách života: román z venkovského ovzduší – Praha: V. Kotrba, 1940
- Sonino vítězství: dívčí román – s kresbami [a s obálkou] A. V. Hrsky. Praha: Novina, 1940
- Ve vichru – Praha: Českoslovanská akciová tiskárna, 1940
- V brázdách života: román z minulosti líčí podle skutečnosti život velmi četné rodiny – Praha: Českomoravské akciové tiskařské a vydavatelské podniky, 1940
- Dobré partie: povídka z konce minulého století – Praha: V. Kotrba, 1940
- Tajemství noci – Brno: nákladem časopisu Proud, 1940
- „… i my odpouštějme!“: román – Praha: V. Kotrba, 1941
- Dosažený cíl: román – Hradec Králové: František Šupka, 1943
- V zajetí omylů: román – Praha: V. Kotrba, 1944
- Miluješ-li mne, důvěřuj – Genja Rokosová. Zbav nás zlého – Karel Folbrecht. Příklad svádí – A. J. Bělská. Hradec Králové: Ajka, 1994

### Próza a poezie v časopisech
Zlaté klasy, Rajská zahrádka, Anděl strážný, Malý čtenář, Dětská tribuna, List paní a dívek, Pražanka, Nový lid (Brno), Lada

### Překlady
- Dcera milionářova: román – Hedwiga Courths-Mahlerová. Mladá Boleslav: Josef L. Švíkal
- Husopaska: román – Nataly von Eschstruth [pseudonym]; se souhlasem spisovatelky. Mladá Boleslav: K. Vačlena, 1913
- Ovzduší dvora: román – N. v. Eschstruth. Mladá Boleslav: K. Vačlena, 1913
- Hazardník: román – N. v. Eschstruth román. Mladá Boleslav: K. Vačlena, 1914
- Hvězda štěstí: román – N. v. Eschstruth. Mladá Boleslav: K. Vačlena, 1914
- Polská krev: román, díl 2 – N. v. Eschstruth. Mladá Boleslav: K. Vačlena, 1915;
- Zapovězené ovoce a jiné povídky – N. v. Eschstruth. Mladá Boleslav: K. Vačlena, 1915
- Bludný duch zámku: román – N. v. Eschstruth. Mladá Boleslav: K. Vačlena, 1915
- Hrabata z Vysokého Espu: román – N. v. Eschstruth. Mladá Boleslav: K. Vačlena, 1916
- Ztracený syn: román – N. v. Eschstruth. Mladá Boleslav: K. Vačlena, 1916
- Majorátní pán: román – N. v. Eschstruth. Mladá Boleslav: K. Vačlena, 1917
- Rozdílní: román, díl 1 – N. v. Eschstruth. Mladá Boleslav: K. Vačlena, 1917
- Časné vdavky: román – N. v. Eschstruth. Mladá Boleslav: K. Vačlena, 1918
- Teta pluku: román – N. v. Eschstruth. Mladá Boleslav: K. Vačlena, 1918
- Jarní bouře: román – N. v. Eschstruth. Mladá Boleslav: K. Vačlena, 1920
- Rozluštěné záhady a jiné povídky – N. v. Eschstruth. Mladá Boleslav: K. Vačlena, 1921
- Královna duchů: román – N. v. Eschstruth. Mladá Boleslav: K. Vačlena, 1922
- Polská krev: román I, II – N. v. Eschstruth. Mladá Boleslav: K. Vačlena, 1922
- Pomsta Rusalčina: román – N. v. Eschstruth. Mladá Boleslav: K. Vačlena, 1923
- V šaškově rouchu: román – N. v. Eschstruth. Mladá Boleslav: K. Vačlena, 1923
- Z milosti boží: román – N. v. Eschstruth. Mladá Boleslav: K. Vačlena, 1923
- Za klamným štěstím: román – N. v. Eschstruth. Mladá Boleslav: K. Vačlena, 1925
- Bludný Holanďan: román – N. v. Eschstruth. Mladá Boleslav: K. Vačlena, 1927
- Polní žínka: román – N. v. Eschstruth. Mladá Boleslav: K. Vačlena, 1927
- Svůj k svému: román – N. v. Eschstruth. Mladá Boleslav: K. Vačlena, 1927
- Její vítězství: román – H. C. Mahlerová. Praha: Rodina 1928
- Halali: román – N. v. Eschstruth. Mladá Boleslav: K. Vačlena, 1927
- U cíle: [román] – N. v. Eschstruth. Mladá Boleslav: K. Vačlena, 1927
- Utrpení ku štěstí: román – Adele Elkan. Praha: Rodina, 1928
- Princ ze mlýna: román – N. v. Eschstruth. Mladá Boleslav: K. Vačlena, 1929
- V zámku Monbijou: román – N. v. Eschstruth. Mladá Boleslav: K. Vačlena, 1930
- Vlčí hrad: (vykoupená pomsta) román – N. v. Eschstruth. Mladá Boleslav: K. Vačlena, 1930
- Modrý démant – Georg Hartwig [pseudonym]; ilustroval V. Černý. Praha: Alois Hynek, 1930
- Kouzelnice a jiné povídky – N. v. Eschstruth. Mladá Boleslav: K. Vačlena, 1931.

### Divadelní hra
- Ztracený syn – hrána 1923 v Bělé pod Bezdězem